# Bertoki
Bertoki (Italiaans: Bertocchi) is een plaats in Slovenië en maakt deel uit van de gemeente Koper in de NUTS-3-regio Obalnokraška. De plaats telde 994 inwoners op 1 januari 2020.
Abitanti · Babiči · Barizoni · Belvedur · Bertoki · Bezovica · Bočaji · Bonini · Boršt · Bošamarin · Brezovica pri Gradinu · Brežec pri Podgorju · Brič · Butari · Cepki · Cerej · Dekani · Dilici · Dol pri Hrastovljah · Dvori · Čentur · Čežarji · Črni Kal · Črnotiče · Fijeroga · Gabrovica pri Črnem Kalu · Galantiči · Gažon · Glem · Gradin · Gračišče · Grinjan · Grintovec · Hrastovlje · Hrvatini · Jelarji · Kampel · Karli · Kastelec · Kolomban · Koromači-Boškini · Kortine · Kozloviči · Koštabona · Krkavče · Krnica · Kubed · Labor · Loka · Lopar · Lukini · Manžan · Marezige · Maršiči · Močunigi · Montinjan · Movraž · Olika · Osp · Peraji · Pisari · Plavje · Pobegi · Podgorje · Podpeč · Poletiči · Pomjan · Popetre · Prade · Praproče · Predloka · Pregara · Premančan · Puče · Rakitovec · Rižana · Rožar · Sirči · Smokvica · Socerb · Sočerga · Sokoliči · Spodnje Škofije · Srgaši · Stepani · Šalara · Šeki · Škocjan · Šmarje · Sv. Anton · Tinjan · Topolovec · Trebeše · Triban · Trsek · Truške · Tuljaki · Vanganel · Zabavlje · Zanigrad · Zazid · Zgornje Škofije · Župančiči
Plaatsen in Istrië: Banjole · Bertoki · Buje · Buzet · Fažana · Hum · Izola · Jagodje · Koper · Koromačno · Labin · Lucija · Medulin · Motovun · Muggia · Novigrad · Pazin · Peroj · Piran · Portorož · Poreč · Premantura ·  Pula · Rabac Luka · Ravni · Roč · Rovinj · Savudrija · Škocjan · Stalije · Štinjan · Trget · Umag · Višnjan · Vodnjan · Vrsar
Taal in Istrië: Čakavisch · Istriotisch · Istro-Roemeens · Italiaans · Sloveens · Kroatisch · Venetiaans
Andere artikelen over Istrië: Golf van Triëst · Istrische Democratische Assemblee · Italianisering · Baai van Koper · Baai van Muggia · Baai van Piran · Kvarner · Lim · Mario Andretti · Nino Benvenuti · Sergio Endrigo · Učka